# Freddy Téllez
[Luis] Freddy Téllez, né à Bogota le 22 avril 1946, est un philosophe et écrivain vaudois.

## Biographie
[Luis] Freddy Téllez suit les écoles primaire et secondaire à Buenos Aires, puis il effectue une partie de ses études universitaires à Bogotá, études qu'il poursuit ensuite à Leipzig, Berlin et Paris où il obtient un doctorat en philosophie avec François Châtelet.
[Luis] Freddy Téllez est l'auteur d'une quinzaine de livres, parmi lesquels des essais philosophiques et littéraires, un long entretien (en collaboration) avec Jacques Derrida (traduit en partie en anglais) et quelques romans, tous écrits en espagnol. Il est aussi l'auteur de quatre livres en français. Depuis 1992, [Luis] Freddy Téllez vit à Grandvaux, dans le canton de Vaud, en Suisse. Il est l'auteur d'un texte Ma bibliothèque et moi paru en 2003 dans Ici, l'ailleurs revue No 44 série "Texte" du Centre de traduction littéraire de Lausanne.

## Sources
- « Freddy Téllez », sur la base de données des personnalités vaudoises sur la plateforme « Patrinum » de la Bibliothèque cantonale et universitaire de Lausanne.
- Ici, l'ailleurs, p. 149
- Association La Peña del Sol
- L'auteur lui-même